# Tadeuzinho
Luiz Tadeu Martins Leite, também conhecido como Tadeuzinho (Montes Claros, 2 de setembro de 1986), é um empresário e político brasileiro que desde 2011 exerce o cargo de deputado estadual em Minas Gerais pelo Movimento Democrático Brasileiro (MDB). Seu pai, Luiz Tadeu Leite, também atuou na política mineira.
Em 2014, Tadeu Martins Leite e seu pai foram condenados por improbidade administrativa devido a um repasse de 330 mil reais do município de Montes Claros, do qual seu pai era prefeito, para o time de vôlei da cidade, do qual ele era diretor, que teria tido a finalidade de promover sua candidatura à Assembleia Legislativa de Minas Gerais (ALMG) em 2010. Ele negou as acusações e alegou não ter tido seu direito de defesa respeitado. Em 2017, o deputado e seu pai foram absolvidos em segunda instância pelo Tribunal de Justiça do Estado de Minas Gerais, que afirmou que não foi provado o fim ilícito do repasse.
Desde 2023, Leite exerce a presidência da ALMG, estando na quarta legislatura consecutiva como deputado estadual.